# ایوانا شپانوویچ
ایوانا شپانوویچ (سیریلیک صربی: Ивана Шпановић؛ زادهٔ ۱۰ مهٔ ۱۹۹۰) یک دونده و ورزشکار دو و میدانی اهل صربستان است. او در بازی‌های المپیک تابستانی ۲۰۱۶ برزیل به مدال برنز رشتهٔ دو و میدانی دست یافت.